# Велико Поље (Загреб)
Велико Поље је насељено место у саставу града Загреба. Налази се у четврти Нови Загреб — исток. До територијалне реорганизације у Хрватској налазило се у саставу ужег подручја Града Загреба.

## Становништво
На попису становништва 2011. године, Велико Поље је имало 1.668 становника.

## Попис1991.
На попису становништва 1991. године, насељено место Велико Поље је имало 499 становника, следећег националног састава:
| Попис 1991.‍  | Попис 1991.‍  | Попис 1991.‍ | Попис 1991.‍ | Попис 1991.‍ |
| ------------ | ------------ | ----------- | ----------- | ----------- |
|              |              |             |             |             |
| Хрвати       | Хрвати       |             | 361         | 72,34%      |
| Срби         | Срби         |             | 76          | 15,23%      |
| Муслимани    | Муслимани    |             | 30          | 6,01%       |
| Југословени  | Југословени  |             | 9           | 1,80%       |
| Чеси         | Чеси         |             | 1           | 0,20%       |
| неопредељени | неопредељени |             | 22          | 4,40%       |
| укупно: 499  |              |             |             |             |